# Lijst van Ochyroceratidae
De lijst van Ochyroceratidae bevat alle wetenschappelijk beschreven soorten spinnen uit de familie van Ochyroceratidae.

## Dundocera
Dundocera Machado, 1951
- Dundocera angolana (Machado, 1951)
- Dundocera fagei Machado, 1951
- Dundocera gabelensis (Machado, 1951)

## Euso
Euso Saaristo, 2001
- Euso muehlenbergi (Saaristo, 1998)

## Fageicera
Fageicera Dumitrescu & Georgescu, 1992
- Fageicera cubana Dumitrescu & Georgescu, 1992
- Fageicera loma Dumitrescu & Georgescu, 1992
- Fageicera nasuta Dumitrescu & Georgescu, 1992

## Lundacera
Lundacera Machado, 1951
- Lundacera tchikapensis Machado, 1951

## Ochyrocera
Ochyrocera Simon, 1891
- Ochyrocera arietina Simon, 1891
- Ochyrocera bicolor González-Sponga, 2001
- Ochyrocera cachote Hormiga, Álvarez-Padilla & Benjamin, 2007
- Ochyrocera caeruleoamethystina Lopez & Lopez, 1997
- Ochyrocera chiapas Valdez-Mondragón, 2009
- Ochyrocera coerulea (Keyserling, 1891)
- Ochyrocera coffeeicola González-Sponga, 2001
- Ochyrocera cornuta Mello-Leitão, 1944
- Ochyrocera corozalensis González-Sponga, 2001
- Ochyrocera fagei Brignoli, 1974
- Ochyrocera formosa Gertsch, 1973
- Ochyrocera hamadryas Brignoli, 1978
- Ochyrocera ibitipoca Baptista, González & Tourinho, 2008
- Ochyrocera janthinipes Simon, 1893
- Ochyrocera juquila Valdez-Mondragón, 2009
- Ochyrocera minima González-Sponga, 2001
- Ochyrocera oblita Fage, 1912
- Ochyrocera peruana Ribera, 1978
- Ochyrocera quinquevittata Simon, 1891
- Ochyrocera ransfordi (Marples, 1955)
- Ochyrocera simoni O. P.-Cambridge, 1894
- Ochyrocera subparamera González-Sponga, 2001
- Ochyrocera thibaudi Emerit & Lopez, 1985
- Ochyrocera vesiculifera Simon, 1893
- Ochyrocera viridissima Brignoli, 1974

## Ouette
Ouette Saaristo, 1998
- Ouette gyrus Tong & Li, 2007
- Ouette ouette Saaristo, 1998

## Roche
Roche Saaristo, 1998
- Roche roche Saaristo, 1998

## Speocera
Speocera Berland, 1914
- Speocera amazonica Brignoli, 1978
- Speocera apo Deeleman-Reinhold, 1995
- Speocera asymmetrica Tong & Li, 2007
- Speocera bambusicola Brignoli, 1980
- Speocera berlandi (Machado, 1951)
- Speocera bicornea Tong & Li, 2007
- Speocera bismarcki (Brignoli, 1976)
- Speocera bosmansi Baert, 1988
- Speocera bovenlanden Deeleman-Reinhold, 1995
- Speocera bulbiformis Lin, Pham & Li, 2009
- Speocera caeca Deeleman-Reinhold, 1995
- Speocera capra Deeleman-Reinhold, 1995
- Speocera crassibulba Deeleman-Reinhold, 1995
- Speocera dayakorum Deeleman-Reinhold, 1995
- Speocera debundschaensis Baert, 1985
- Speocera decui Dumitrescu & Georgescu, 1992
- Speocera deharvengi Deeleman-Reinhold, 1995
- Speocera eleonorae Baptista, 2003
- Speocera fagei (Berland, 1914)
- Speocera feminina (Machado, 1951)
- Speocera indulgens Deeleman-Reinhold, 1995
- Speocera irritans Brignoli, 1978
- Speocera jacquemarti Baert & Maelfait, 1986
- Speocera javana (Simon, 1905)
- Speocera jucunda Brignoli, 1979
- Speocera karkari (Baert, 1980)
- Speocera krikkeni Brignoli, 1977
- Speocera laureata Komatsu, 1974
- Speocera leclerci Deeleman-Reinhold, 1995
- Speocera machadoi Gertsch, 1977
- Speocera microphthalma (Simon, 1892)
- Speocera minuta (Marples, 1955)
- Speocera molesta Brignoli, 1978
- Speocera naumachiae Brignoli, 1980
- Speocera octodentis Tong & Li, 2007
- Speocera pallida Berland, 1914
- Speocera papuana (Baert, 1980)
- Speocera parva Deeleman-Reinhold, 1995
- Speocera phangngaensis Deeleman-Reinhold, 1995
- Speocera pongo Deeleman-Reinhold, 1995
- Speocera ranongensis Deeleman-Reinhold, 1995
- Speocera songae Tong & Li, 2007
- Speocera stellafera Deeleman-Reinhold, 1995
- Speocera suratthaniensis Deeleman-Reinhold, 1995
- Speocera taprobanica Brignoli, 1981
- Speocera transleuser Deeleman-Reinhold, 1995
- Speocera troglobia Deeleman-Reinhold, 1995
- Speocera vilhenai Machado, 1951

## Theotima
Theotima Simon, 1893
- Theotima elva Gertsch, 1977
- Theotima fallax Fage, 1912
- Theotima galapagosensis Baert & Maelfait, 1986
- Theotima jeanneli Machado, 1951
- Theotima kivuensis Machado, 1964
- Theotima lawrencei Machado, 1964
- Theotima makua Gertsch, 1973
- Theotima martha Gertsch, 1977
- Theotima mbamensis Baert, 1985
- Theotima minutissima (Petrunkevitch, 1929)
- Theotima mirabilis Machado, 1951
- Theotima moxicensis Machado, 1951
- Theotima pura Gertsch, 1973
- Theotima radiata (Simon, 1891)
- Theotima ruina Gertsch, 1977
- Theotima tchabalensis Baert, 1985